# Hibernia-arrest
Het Hibernia-arrest is de in de media en de jurisprudentie gebruikelijke naam voor arrest nr. 25.423 van de Belgische Raad van State van 31 mei 1985. Het arrest zorgde in België voor een erkenning van de eigenheid van de kleine onderwijsverstrekkers.

## Aanleiding
In 1985 startte de Antwerpse steinerschool Hibernia een procedure bij de Raad van State tegen de zogenaamde rationalisatiewetgeving. Volgens deze wetgeving konden scholen alleen opgericht en door de overheid erkend worden wanneer ze zeer hoge leerlingenaantallen hadden. Confessionele en staatsscholen genoten echter voorrechten. Voor kleine scholen die niet tot een van de grote netten behoren, voornamelijk methodescholen, was het quasi onmogelijk om een erkende school op te richten.

## Gevolg
Door het Hibernia-arrest vernietigde de Raad van State een aantal bepalingen van het schoolrationalisatie-KB van 30 maart 1982 in zoverre ze betrekking hebben op scholen die oordelen niet tot een scholengemeenschap te kunnen toetreden. De Raad van State achtte het opleggen van zwaardere normen aan onafhankelijke scholen - die uit de aard van hun methodes niet kunnen toetreden tot een scholengemeenschap van een van de grote netten - dan ook strijdig met artikel 6 en 17 van de Belgische Grondwet.
Concreet betekent dit dat een inrichting met een eigen pedagogische of onderwijskundige opvatting aanspraak kan maken op een gelijke behandeling met andere inrichtende machten die al dan niet op een (confessionele of niet-confessionele) levensbeschouwing gesteund onderwijs aanbieden 

## Verwijzing
- Arrest Raad van State nr. 25.423 van 31 mei 1985